# Head Above Water (chanson)
Singles de Avril Lavigne
Fly
(2015) Tell Me It's Over
(2018)
Clip vidéo
[vidéo] « Head Above Water », sur YouTube
Head Above Water (traduction littérale : « La Tête hors de l'eau ») est une chanson de la chanteuse canadienne Avril Lavigne sortie en septembre 2018 en tant que premier single de son sixième album studio à venir.

## Texte
La chanson traite du combat de la chanteuse avec la maladie de Lyme,,,,,,,,.
Dans une lettre adressée à ses fans publiée le 6 septembre 2018 sur son site internet,,, Avril Lavigne a dit qu'elle a écrit cette chanson « pendant l'un des moments les plus terrifiants de [sa] vie », :
« Je suis tellement heureuse de pouvoir enfin annoncer le premier single de mon nouvel album avec sa date de sortie. Cinq années ont passé depuis que j’ai publié mon dernier album. J'ai passé ces dernières années à la maison, malade, à me battre contre la maladie de Lyme. Ce furent les pires années de ma vie, alors que je traversais des combats physiques et émotionnels. J'ai pu transformer ce combat en musique dont je suis vraiment fière.
[...]
J'avais accepté la mort et je pouvais sentir mon corps s'éteindre. J'avais l'impression de me noyer. Comme si j'allais sous l'eau et que je devais juste chercher de l'air. Comme si j'étais dans une rivière tirée dans un courant,. »

## Classements
| Classement (2018)               | Meulleure position |
| ------------------------------- | ------------------ |
| Autriche (Ö3 Austria Top 40)    | 30                 |
| Belgique (Flandre Ultratip 100) | 35                 |
| Belgique (Wallonie Ultratip 50) | 32                 |
| Allemagne (Media Control AG)    | 69                 |
| Italie (FIMI)                   | 97                 |
| Suisse (Schweizer Hitparade)    | 36                 |
| États-Unis (Hot 100)            | 64                 |